# Franco Lavoratori
Franco Lavoratori   (Recco, 15 de març de 1941 - Gènova, 3 de maig de 2006) fou un waterpolista italià que va competir entre les dècades de 1950 i 1970.
El 1960 va prendre part en els Jocs Olímpics d'Estiu de Roma, on va guanyar la medalla d'or en la competició de waterpolo. Als Jocs de 1964 i 1968 fou quart en la mateixa competició, mentre el 1972 fou sisè.
En el seu palmarès també destaca una medalla de plata als Jocs del Mediterrani de 1959. Entre el 1959 i el 1974 guanyà 14 lligues italianes de waterpolo, sempre amb el Pro Recco, així com una copa (1974) i una Copa d'Europa (1965).